# Marsdenia papuana
Marsdenia papuana är en oleanderväxtart som beskrevs av Rudolf Schlechter. Marsdenia papuana ingår i släktet Marsdenia och familjen oleanderväxter. Inga underarter finns listade i Catalogue of Life.